# La Bernerie-en-Retz

La Bernerie-en-Retz este o comună în departamentul Loire-Atlantique, Franța. În 2009 avea o populație de 2,541 de locuitori.